# Neuracanthus cladanthacanthus
Neuracanthus cladanthacanthus är en akantusväxtart som beskrevs av Emilio Chiovenda. Neuracanthus cladanthacanthus ingår i släktet Neuracanthus och familjen akantusväxter. Inga underarter finns listade i Catalogue of Life.